# Der Dicke und der Dünne

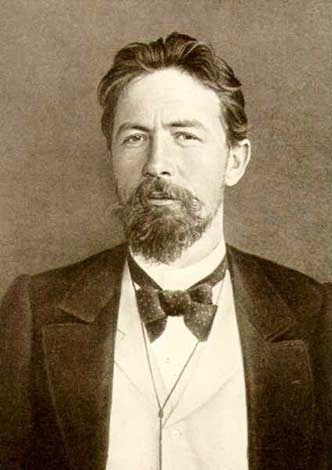
Anton Tschechow

Der Dicke und der Dünne (russisch Толстый и тонкий, Tolsty i tonki) ist eine satirische Kurzgeschichte des russischen Schriftstellers Anton Tschechow, die 1883 entstand und am 1. Oktober desselben Jahres im Sankt Petersburger Witzblatt Oskolki erschien. Die Kurzgeschichte wird zum humoristischen Frühwerk des Autors gezählt. Tschechow gestaltete sie 1886 mit wenigen Mitteln entscheidend zu einer Miniatur um, in der das Konstruktionsprinzip seiner Prosa ebenso deutlich wird wie die Sinngenese.
Wladimir Czumikows Übertragung ins Deutsche kam 1901 bei Diederichs in Leipzig heraus. Zu Lebzeiten Anton Tschechows wurde der Text noch ins Bulgarische, Ungarische, Polnische, Serbokroatische, Finnische und Tschechische übersetzt.

## Handlung
Zufällig begegnen sich auf dem Bahnhof der Nikolai-Eisenbahn der dicke Mischa und der dünne Porfiri. Der Dünne reist in Begleitung seiner hageren Gattin und des hochgewachsenen Sohnes. Die beiden alten Schulfreunde begrüßen sich überschwänglich und ungezwungen. Das Gespräch dreht sich um beider Karriere als Beamte. Der Dünne bezieht als Kollegienassessor und Bürovorsteher ein niedriges Gehalt. Er hält sich mit Feierabendarbeit über Wasser; bastelt Zigarrenetuis und verkauft das Stück für einen Rubel. Seine Frau gibt Musikstunden.
Der Dicke ist Geheimrat geworden und hat einen Orden mehr als der Dünne. Der Dünne erbleicht, schrumpft zusammen und redet den Schulfreund auf einmal mit „Euer Exzellenz“ an. Der Dicke weist „diese Ehrerbietigkeit“ zurück. Der Dünne siezt den alten Freund weiter und bleibt bei der Anrede Exzellenz. Dem Geheimrat wird von so viel Unterwürfigkeit übel. Er gibt dem Dünnen zum Abschied die Hand und macht sich davon.

## Interpretation und Stil
Der Dünne verkörpert einen asketischen Westler, der durch Protestantismus und Kapitalismus geprägt ist, der Dicke ist eine Personifikation Russlands. Sprachlich wird eine ›dicke‹ und eine ›dünne‹ Welt durch Lautverkettungen und durch Metonymien zur Geltung gebracht (zum Beispiel gibt der Dünne nach anfänglichem »ha-ha« nur mehr ein »hi-hi« von sich, aber der Dicke ein »ho-ho-ho«). Als »Tonkij« ist der Dünne auch anagrammatisch enthalten in »Kartonki«, während der Dicke, »Tolstyj« in to- und l-Ketten lautlich repräsentiert wird. Seinen Unterschied zum Dicken will der Dünne mit Kartons und Koffern kompensieren. Seine Aufgeblasenheit wird mit den von ihm produzierten leeren Zigarrenkisten suggeriert, aus der Luft in grotesker Realisierung der Metaphorik nur verkniffen als »hi-hi« entweichen kann, sobald er vor dem Dicken zu kriechen beginnt.
Der Dicke wird als der Sympathischere gezeichnet, weil für ihn die Gemeinsamkeit zählt, während der Dünne in seiner Art Distanz herstellt. In der russischen Literatur gibt es traditionell eine Tendenz, sich mit dem ›kleinen Beamten‹ zu solidarisieren, Tschechow habe hier aber darstellen wollen, wie die zaristische Verwaltung gerade diese rangniedrigeren Beamten (den Dünnen) psychisch deformiert hat, weil jene das System verinnerlicht haben, meint Matthias Freise in seinem Eintrag für Kindlers Literatur Lexikon zu dieser Kurzgeschichte.

## Rezeption
Die Fassung von 1886 sieht Matthias Freise als meisterhaft an, sie wurde „mit wenigen, aber entscheidenden Änderungen zu einer meisterhaften Miniatur umgestaltet, die das Konstruktionsprinzip und die Sinngenese seiner Prosa exemplarisch vorführt.“

## Verfilmungen
- 1955, Sowjetunion, TV-Film. Juri Wassiljewitsch Jakowlew spielte den Dünnen.[5]
- 1961, Kurzfilm von Roman Polański
- 1977, Sowjetunion, Mosfilm: Komische Leute![6] (russisch) – Episodenfilm von Michail Schweitzer[7] mit Wiktor Sergatschow[8] als der Dicke und Wjatscheslaw Newinny[9] als der Dünne.

## Tschechow-Gedenken
- 2011, in Taganrog vor dem Tschechow-Museum[10] steht eine Skulptur Der Dicke und der Dünne von Dawid Begalow[11][12].

## Deutschsprachige Ausgaben
- Anton Čechov: Kaschtanka und andere Kindergeschichten. Ausgewählt und übersetzt von Peter Urban (Hrsg.). Mit Zeichnungen von Tatjana Hauptmann. 156 Seiten. Diogenes, Zürich 2004. ISBN 978-3-257-01107-4 (enthält noch: Kinder. Merkwürdiger Fall. Der Bläss. Grischa. Der Flüchtling. Kummer. Knaben. Etwas mit Pferd. Austern. Der böse Bube. Die Köchin heiratet. Wanjka. Der Dicke und der Dünne)[13]

### Verwendete Ausgabe
- Der Dicke und der Dünne. Deutsch von Ada Knipper und Gerhard Dick. S. 5–9, in: Anton Tschechow: Anna am Halse. Erzählungen. Ausgewählt und mit einer Nachbemerkung versehen von Horst Roatsch. 212 Seiten. Eulenspiegel Verlag, Berlin 1978 (2. Aufl. 1981), ohne ISBN (enthält noch: Der Tod des Beamten. Vom Regen in die Traufe. Lektüre. Unteroffizier Prischibejew. Ein Scherz. Gespräch eines Betrunkenen mit einem nüchternen Teufel. Der Redner. Intrigen. Der Löwen- und Sonnenorden. Der Rächer. Auf dem Gutshof. Die Stachelbeeren. Herzchen).

## Anmerkung
1. ↑  Anton Tschechow meint einen Bahnhof der Nikolaibahn zwischen Sankt Petersburg und Moskau.